# معادن سرب و روی افغانستان

نقشهٔ معادن سرب و روی در افغانستان

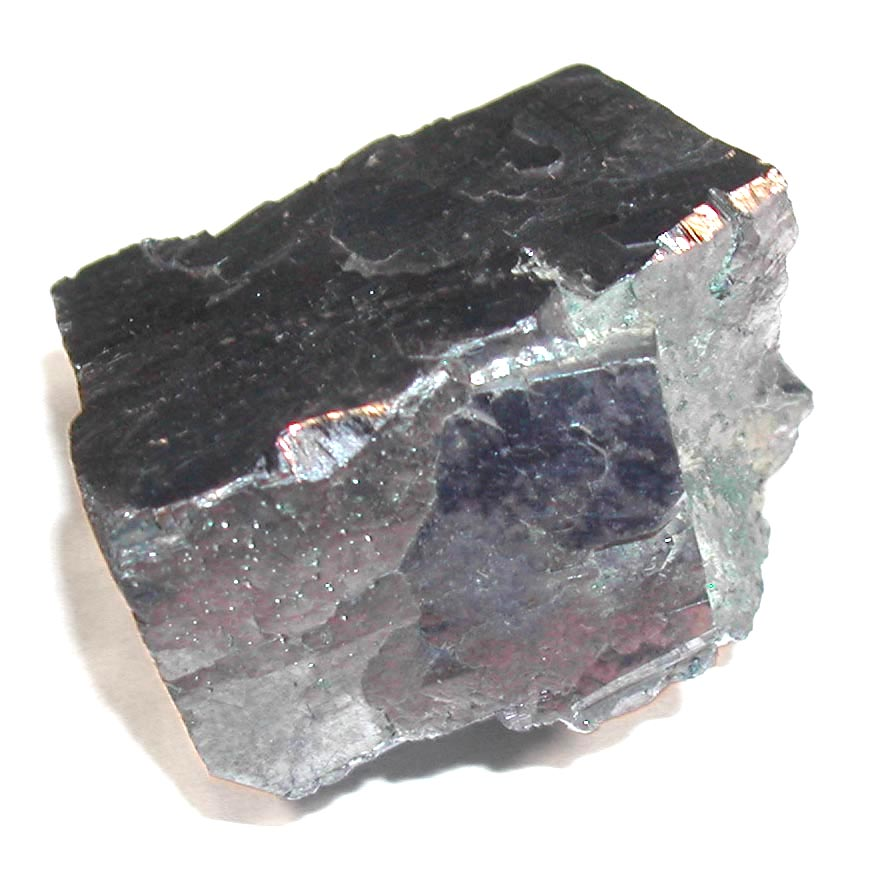
زیادهٔ سرب افغانستان در ترکیب سنگ گالن جا دارد.

معادن سرب و روی افغانستان، یک ساحهٔ وسیع را در اطراف کوه‌های هندوکش پوشانیده‌است. تحقیقات که در مورد معادن سرب و روی در افغانستان صورت گرفته‌است در ۶۵ منطقه در میان ۲۶ نوع از سنگ‌ها سرب وجود دارد. تاکنون در هشت معادن سرب مطالعه و تثبیت ذخایر صورت گرفته‌است. معادن عمده سرب و روی (جست) درافغانستان عبارتند از معدن سرب نعل‌بندان، «شهیدا هرات»، معدن در مسیر دریای هلمندو فرارود به نام «باخود»، درهٔ نور، «گبارغی»، قلعهٔ اسد، «بی‌بی گوهر»، «معدن سپیره» در پکتیا و «معدن سرب و روی فرنجیل» در ولایت پروان می‌باشد. معادن مناطق قندهار در سال ۱۹۵۰ توسط کارشناسی به نام لیمون و در سال ۱۹۶۵-۱۹۶۶ توسط کارشناسان روسی مورد تحقیق قرار گرفت. ترسبات سرب و روی در اطراف کوه‌های هندوکش بخصوص در اطراف رود هلمند و هری رود به مشاهده رسیده‌است. در معادن درهٔ نور، یکتاخم، قلعهٔ اسد، دوکه ۴۱، گبارغی و بی‌بی گوهر افزون بر روی و جست مس نیز وچود دارد ولی در معدن باخود فلوراید زیاده وجود دارد. معادن سرب و جست عموماً در سنگ‌های مگماتیک و میتا مورفیک سکارن (Skarn) مشاهده شده‌است.
معادن سرب و جست افغانستان در سه پوتانشیل خلاصه گردیده‌است.
1. پوتانشیل بلند در ترسبات کاربونیک و ترسبات اسکارن در کمربند Tethyan Eurasian Metallogenic
2. پوتانشیل متوسط ترسبات شبه وادی مسسپی وذخایر اگزالتیف در منطقه هری رود و پنجشیر
3. پوتانشیل کاربونیت و اکساید روی در منطقه سوپرژن می‌باشد.

## معدن سرب و روی فرینجل
این معدن در ۱۳۳ کیلومتری شمال کابل در درهٔ غور بند واقع شده‌است و دارای پیشینهٔ تاریخی استخراج می‌باشد. سنگ معدن آن هم گالن (Pbs) می‌باشد. عیار سرب ۹٪ و عیار روی [جست] ۳٪ می‌باشد. مقدار ذخیرهٔ قطعی آن ۲۲۱ هزار تن سرب می‌باشد.
گالن که سنگ معدن اصلی می‌باشد در میان طبقات آهکی «سه خونگ» قرار دارد. این معدن به دو قسمت اصلی شرقی و غربی تقسیم می‌شود. بخش شرقی قدیمی بوده و از ۳۰۰ سال پیش از میلاد تا قرن ۱۴ میلادی (حدود ۱٬۷۰۰ سال) مورد استخراج قرار گرفته‌است؛ ولی قسمت غربی معدن از یکصد سال پیش استخراج از آن شروع شده‌است.
گالن واسفالریت این معدن در اثر دگرگونی تماس شیت‌ها یا سنگ‌های آهکی سرخ رنگ، به وجود آمده‌است. تونل‌ها و حفاری‌های عریض و طویل قدیمی معدن به تعداد بسیار و در بخش شرقی معدن مشاهده می‌شود. بخش غربی معدن در حدود یک کیلومتری بخش شرقی قرار داشته و در سال ۱۸۵۰ میلادی (۱۲۲۹ خورشیدی) در دوران امیر شیر علی خان استخراج آن آغاز شده و تا ۱۹۱۹ فعال بوده‌است.
ذخایر کرومیت این معدن به همراه سرپنتین‌ها (شاه مقصود) که در واقع ساکونیت وپیروکنیت می‌باشند یافت می‌شود. کرومیت‌ها به اشکال مختلف و لنزهای طویل، قطعات پراکنده و دانه‌های ریز می‌باشد. مهم‌ترین معادن کرومیت این منطقه ذخایر شمارهٔ ۲، ۳ و ۵ می‌باشد.
در جریان عملیات اکتشافی این معادن ۹۷۵ متر در محل حفاری انجام شده که در ۴ مورد به رگه‌هایی از کرومیت بر خورد نموده‌است. برای کارهای آزمایشگاهی بیش از صد نمونه برای تجزیه به آمریکا ارسال شده‌است. نسبت کروم به آهن ۳ بر ۱ می‌باشد. اعیار ذخایر کروم متفاوت بوده از ۳۵٪ تا ۹۵٪ می‌رسد. میانگین ذخایر کروم حدود ۴۸٪ می‌باشد. میزان ذخیرهٔ کروم این معادن در حدود ۱۸۰ هزار تن متریک، محاسبه شده‌است.
منطقهٔ معدنی فرنجل در ولایت پروان شامل چندین معدن است:
۱. معدن باریت وسرب وروی: ذخیرهٔ ۲۰۹ هزار تن با عیار ۷٫۸۳٪، به صورت هیدروتر مالی یا رسوبی می‌باشد.
۲. معدن منگنز، کوبالت و نیکل: دارای عیار ۲۸-۳۸٪ اکسید منگنز، ۳٪ کوبالت،۱- ۳٪ نیکل، به صورت رسوبی
۳. معدن آزبست و تالاک:در این منطقه ۱۶ توده ریز دانه باریت دار وجود دارد . در ۵۰۰ متری غرب معدن یاریت فرنجل، معدن منگنز با ۱۲۰ متر طول، ۳ متر ضخامت با ۲۰ -۴۰٪ پیرو لوسیت و ۵۰-۷۰٪ پیسیلو ملان و ۲-۳٪ اکسیدآهن می‌باشد.

## معدن سرب و روی بی‌بی گوهر قندهار
این معدن در کوه بی‌بی گوهر قندهار در منطقهٔ خاکریز قندهار (به فاصلهٔ ۸۲ کیلومتری شمال قندهار) واقع شده‌است. از نوع هیدروترمالی می‌باشد و رگهٔ اصلی دارای کانی‌های سرب و روی به طول ۵۰ متر و عرض ۱۰ متر می‌باشد. این رگه که در کنتاکت سنگ‌های آذین (مو نزونیت) و سنگ‌های آهک به وجود آمده‌است، ممکن است از نوع پور فیری یا اسکارن باشد. در سال‌های ۱۹۴۹ و ۱۹۵۰ این معدن توسط کارشناسان شرکت «موریسن» مورد حفاری و نمونه‌برداری قرار گرفته‌است.
نمونه‌های حاصل از ۴۱۱ متر حفاری بدست آمده و غرض تثبیت به کشور آمریکا ارسال و نتایج آن پس از تجزیه چنین بدست آمده:
- عیار روی ۴٫۳۰٪
- عیار سرب ۸٫۷٪
- عیار کتمینوم ۲٫۰٪
- عیار نقره ۱۸۷ گرم در یک تن
- عیار طلا ۲٫۰ گرم در یک تن

ذخیرهٔ تثبیت شده معدن سرب و روی قابل استخراج حدود ۶۹ هزار تن تخمین زده شده‌است.
سایر اندیس‌های سرب و روی افغانستان
۱. سرب وروی درهٔ نور
۲. درهٔ کران بدخشان
۳. منجان (بدخشان)
۴. کتل کرمان غور
۵. شهرک و غوران (غور)
۶. سیب تلخ هرات
۷. سیم کوه (هرات)
۸. تور یاب پنجشیر
۹. سرب مرگ بهسود
۱۰. سرب سیاه‌درهٔ یکاولنگ
معادن جست:
۱. جست فرنجل غوربند
۲. جست موضع بلخاب
۳. جست نواحی هزاره‌جات
۴. جست بامیان
ظرفیت معادن سرب و جست بی‌بی گوهر به ۸۲٬۶۰۰ تن تخمین گردیده‌است. که از این جمله ۳۰٪ آن را روی و ۸٪ آن را سرب تشکیل می‌دهد. طبق تحقیقات ابتدایی گفته می‌توانیم که تقریباً در تمام افغانستان معادن سرب و جست موجود است و در نتیجه این کشور معادن قابل توجه سرب و جست را در اختیار دارد.

## جدول مقدار ذخایر سرب و روی در هشت معادن
| نام ذخایر | اعیارجست % | اعیارسرب % | ذخایر به تن           |
| --------- | ---------- | ---------- | --------------------- |
| بی‌بی گوهر | ۳۰٫۴       | ۷٫۸        | ۸۶٬۲۰۰                |
| قلعهٔ اسد  |            |            | ۱۰۰٬۰۰۰               |
| دوکه ۴۱   | ۹٫۶        | ۲٫۴        | جست ۴۰٬۰۰۰-سرب ۱۰٬۰۰۰ |
| درهٔ نور   | ۷٫۰        | ۳٫۰        | ۷۰٬۰۰۰                |
| نعل بندان | ۴٫۴        | ۰٫۵        | ۱۷۲۰٬۰۰۰              |
| سیاه سنگ  | ۱۷٫۰       | ۳٫۰        | ۱٬۵۰۰٬۰۰۰             |
| فرنیجل    | ۱۰٫۰       | ۱۰٫۰       | ۲۵٬۰۰۰-۳۰٬۰۰۰         |
| سپهره     | ۳٫۲۸       | ۱٫۱۲       | ۸٬۸۰۰                 |
| مجموعه    |            |            | ۳٬۵۶۵٬۰۰۰             |